# سیارک ۳۱۸۸
سیارک ۳۱۸۸ (به انگلیسی: 3188 Jekabsons، نامگذاری:1978OM) سه هزار و صد و هشتاد و هشتمین سیارک کشف شده‌است که در ۲۸ ژوئیه ۱۹۷۸ کشف شد.
قدر مطلق سیارک برابر ۱۴٫۱۰ است.